# Avenue Henri de Brouckère
L'avenue Henri de Brouckère est une rue bruxelloise de la commune d'Auderghem qui relie la chaussée de Wavre avec l'avenue du Kouter à l'entrée du Parc de Woluwe sur une longueur de 440 mètres. La numérotation des habitations va de 1 à 127 pour le côté impair et de 2 à 122 pour le côté pair.

## Historique et description
Ce très ancien chemin partait jadis de Valduchesse. Il apparaît sur les cartes de Van Werden (1659) et de de Ferraris (1771).
Dans l'Atlas des Communications Vicinales (1843), il est décrit comme chemin n° 6, dit « chemin de la Chaussée de Bruxelles à Wavre au chemin dit Molenstraet ». Sa longueur était d'environ 870 m et on l'appelait Schapenputstraet. Une partie de l'avenue du Parc de Woluwe avec l'avenue de Waha relevait donc de cette voie ancienne.
Le 5 juin 1874, le collège décida de changer le nom du chemin, qui s'appela désormais « avenue de Brouckère ».
En 1914, on y ajouta le prénom Henri afin d'éviter la confusion avec la place de Brouckère, à Bruxelles, qui honore son frère Charles.
L'aménagement du boulevard du Souverain et de l'avenue du Parc de Woluwe changea la numérotation des maisons. En l'occurrence, on constate que les numéros les plus petits commencent à la chaussée de Wavre et non le plus proche de la maison communale. Les anciens numéros impairs furent changés en numéros pairs, ce qui est encore perceptible sur la façade du no 32 (bâti en 1903) sur laquelle on peut encore voir un no 93 barré.

### Origine du nom
Elle rend honneur à Henri de Brouckère, premier bourgmestre de la commune qui a amené Auderghem à l'autonomie. Son nom a été donné à la rue, de son vivant.